# Enslaved
Az Enslaved egy 1991-ben, Haugesundban alakult norvég black metal/progresszív metal zenekar, alapítói Ivar Bjørnson és Grutle Kjellson, akik akkor mindössze 13, illetve 17 évesek voltak. Ők korábban a Phobia nevű death metal együttesben játszottak. Miután ez feloszlott, tagjai új zenekarokat alapítottak Enslaved és Theatre of Tragedy neveken. Nevüket egy Immortal szám, az Enslaved in rot alapján választották. Az elsők között voltak, akik (a Bathory után), akik az északi mitológiát és történelmet művészetük tárgyává tették, és így a viking metal alapítói között vannak számon tartva. Stílusuk később kísérletezősebbé vált, a hetvenes évek progresszív rock-jának hatását mutatva. Bár manapság szövegeik angolul íródnak, ezek korábban többnyire izlandi és óészaki nyelvűek voltak, a norvég mellett. Yggdrasil című demójuk lemezszerződést ért a Deathlike Silence Productions kiadónál, és így 1994-ben megjelenhetett első lemezük (Vikingligr veldi), bár már előtte egy EP-jük (Hordanes land) is kiadásra került. 2019-ben új album rögzítésébe kezdtek, amely 2020-ban fog megjelenni. Az album 2020-ban jelent meg, Utgard címmel.

## Kiadványok

### Stúdióalbumok
- Vikingligr Veldi (1994)
- Frost (1994)
- Eld (1997)
- Blodhemn (1998)
- Mardraum - Beyond the Within (2000)
- Monumension (2001)
- Below the Lights (2003)
- Isa (2004)
- Ruun (2006)
- Vertebrae (2008)
- Axioma Ethica Odini (2010)
- RIITIIR (2012)
- In Times (2015)
- E (2017)
- Utgard (2020)
- Heimdal (2023)

### EP-k
- Hordanes Land (1993)
- The Sleeping Gods (2011)
- Thorn (2011)

### Split-ek
- Emperor / Hordanes Land (1993)
- The Forest Is My Throne / Yggdrasill (1995)
- Shining on the Enslaved (2015)
- Live in Plovdiv (2017)

### Demók
- Nema (1991)
- Yggdrasill (1992)
- Promo '94 (1994)

### Egyebek
- Live Retaliation (videó, 2003)
- Return to Yggdrasill (videó, 2005)
- Live at the Rock Hard Festival (koncertalbum, 2009)
- The Wooden Box (box set, 2009)
- The Watcher (Live) (SP, 2011)
- The Sleeping Gods - Thorn (válogatás, 2016)
- Roadburn Live (koncertalbum, 2017)
- Storm Son (SP, 2017)

## Tagok

### Jelenlegi
- Ivar Bjørnson – gitár, billentyűsök, vokál (1991–től)
- Grutle Kjellson – ének, basszusgitár (1991–től)
- Arve Isdal – gitár (2002–től)
- Cato Bekkevold – dobok, ütősök (2003–tól)
- Håkon Vinje - billentyűs hangszerek, ének (2017-től)

### Korábbi
- Trym Torson – dobok (1991–1995)
- Harald Helgeson – dobok (1995–1997)
- Dirge Rep – dobok (1997–2003)
- Roy Kronheim – gitár (1997–2002)
- Freddy Bolsø - dobok (2003)
- Herbrand Larsen – billentyűs hangszerek, ének, gitár (2004–2016)

## További Információk
- Hivatalos honlap
- YouTube profil
- Metal Archives adatlap